# Джордже Кимпану
Джордже Кимпану (рум. George Cîmpanu, нар. 8 жовтня 2000) — румунський футболіст, півзахисник клубу «КС Університатя».
Виступав, зокрема, за клуб «Ботошані», а також молодіжну збірну Румунії.
Володар Кубка Румунії.

## Клубна кар'єра
Народився 8 жовтня 2000 року. Вихованець футбольної школи клубу «Конкордія» (Кіажна).
У дорослому футболі дебютував 2019 року виступами за команду «Ботошані», в якій провів один сезон, взявши участь у 20 матчах чемпіонату. 
До складу клубу «КС Університатя» приєднався 2020 року. Станом на 2 серпня 2022 року відіграв за крайовську команду 59 матчів в національному чемпіонаті.

## Виступи за збірну
З 2020 року залучається до складу молодіжної збірної Румунії. На молодіжному рівні зіграв в одному офіційному матчі.

## Статистика виступів

### Статистика клубних виступів
| Сезон                | Команда              | Чемпіонат            | Чемпіонат | Чемпіонат | Національний кубок | Національний кубок | Національний кубок | Континентальні кубки | Континентальні кубки | Континентальні кубки | Інші змагання | Інші змагання | Інші змагання | Усього | Усього | Усього |
| Сезон                | Команда              | Ліга                 | Ігор      | Голів     | Ліга               | Ігор               | Голів              | Ліга                 | Ігор                 | Голів                | Ліга          | Ігор          | Голів         | Ігор   | Голів  |        |
| -------------------- | -------------------- | -------------------- | --------- | --------- | ------------------ | ------------------ | ------------------ | -------------------- | -------------------- | -------------------- | ------------- | ------------- | ------------- | ------ | ------ | ------ |
| 2019–20              | «Ботошані»           | ЧР                   | 17        | 2         | КР                 | 2                  | 0                  |                      | -                    | -                    |               | -             | -             | 19     | 2      |        |
| серп.-жовт. 2020     | «Ботошані»           | ЧР                   | 3         | 1         | КР                 | 0                  | 0                  | ЛЄ                   | 0                    | 0                    |               | -             | -             | 3      | 1      |        |
| Усього за «Ботошані» | Усього за «Ботошані» | Усього за «Ботошані» | 20        | 3         |                    | 2                  | 0                  |                      | -                    | -                    |               | -             | -             | 22     | 3      |        |
| жовт. 2020–21        | «КС Університатя»    | ЧР                   | 5         | 1         | КР                 | 1                  | 0                  |                      | -                    | -                    |               | -             | -             | 6      | 1      |        |
| Усього за кар'єру    | Усього за кар'єру    | Усього за кар'єру    | 25        | 4         |                    | 3                  | 0                  |                      | -                    | -                    |               | -             | -             | 28     | 4      |        |

## Титули і досягнення
- Володар Кубка Румунії (1):

«КС Університатя»: 2020-2021